# カニグー山
カニグー山 （フランス語:Canigou、カタルーニャ語:Canigóカニゴー）は、フランス、ピレネー山脈東部の山で、海抜2,784m。切り立った斜面と、海岸近くに伸びる劇的な外観から、18世紀までカニグー山はピレネーで最も高い山と考えられてきたが、現在はアネト山 (3,404m)が最高峰。
カタルーニャ・ナショナリストはカニグーを象徴的存在ととらえており、山の頂上にはカタルーニャ国旗で飾られた十字架がたてられている。毎年、聖ヨハネの日の前日にあたる6月23日、山頂で松明をつける『カニグーの炎』（Flama del Canigó）という行事が行われる。人々は不寝番をして火をともし続ける。そしてトーチ・リレーで松明を点灯させ、別のかがり火に火をともすのである。

## 登山
冬場を除いて頻繁に登山が行なわれていて、普通は近くに有名なサン＝マルタン・デュ・カニグー修道院がある麓のカステーユ (Casteil) または付近のヴェルネ＝レ＝バンから四輪駆動車でコルタレ山荘（Chalet des Cortalets、標高2175m）まで行き、そこから歩いて山頂に達する。